# Veszprémgalsa
Veszprémgalsa is een plaats (község) en gemeente in het Hongaarse comitaat Veszprém. Veszprémgalsa telt 299 inwoners (2001).